# Síntese malônica
A síntese malônica é um tipo de síntese utilizada em química orgânica para obter derivados mono- ou disubstituídos do ácido acético.

## Mecanismo
O éster malónico 1, normalmente malonato de etilo, é desprotonado por uma base forte, por exemplo etóxido de sódio (EtONa), dando o carbânion estabilizado por ressonância 2. Este (2) é um nucleófilo que pode ser alquilado por um haleto de alquilo em uma reação de substituição nucleófila dando o produto intermediário 3. Uma segunda alquilação aqui seria possível já que todavia resulta um hidrogênio ácido na posição α dicarboxílica. Assim pois um segundo equivalente de base e a posterior reação com um segundo electrófilo, p.ex. outro haleto de alquilo, permitiriam a introdução de um segundo substituinte. O último passo é a hidrólise e posterior descarboxilação que conduzem ao produto final 4.
Assim pois o resultado final é como se tivéssemos alquilado diretamente o ácido acético. Portanto o malonato de etilo é um equivalente sintético do ácido acético.